# Grästyrann
Grästyrann (Culicivora caudacuta) är en fågel i familjen tyranner inom ordningen tättingar.

## Utseende och läte
Grästyrannen är en liten (11 cm) brunaktig tyrann. Huvudet är tydligt tecknat med svart hjässa och ögonstreck och ett vitt ögonbrynsstreck. Ovansidan är mörkbrun kraftigt streckad i beige. De bruna stjärtfjädrarna är långa, smala och spetsiga. Undersidan är vit med kanelbrunt på flankerna. Lätet är ett frågvist "ree?.....ree?.....".

## Utbredning och systematik
Fågeln förekommer från östra Bolivia till södra-centrala Brasilien, östra Paraguay och nordöstra Argentina. Den placeras som enda art i släktet Culicivora och behandlas som monotypisk, det vill säga att den inte delas in i några underarter.

## Status och hot
Arten har ett stort utbredningsområde, men tros minska i antal, dock inte tillräckligt kraftigt för att den ska betraktas som hotad. Internationella naturvårdsunionen IUCN listar arten som livskraftig (LC).